# 星光站
星光站是达成铁路上的一座铁路车站，位于四川省遂宁市大英县隆盛镇关家沟村，隶属于成都铁路局遂宁车务段，为五等站。车站是达成铁路后期扩能改造时增建的会让站，仅作列车会让使用，不办理客货运业务。车站上下行区间均为单线，区间及站内均已电气化。

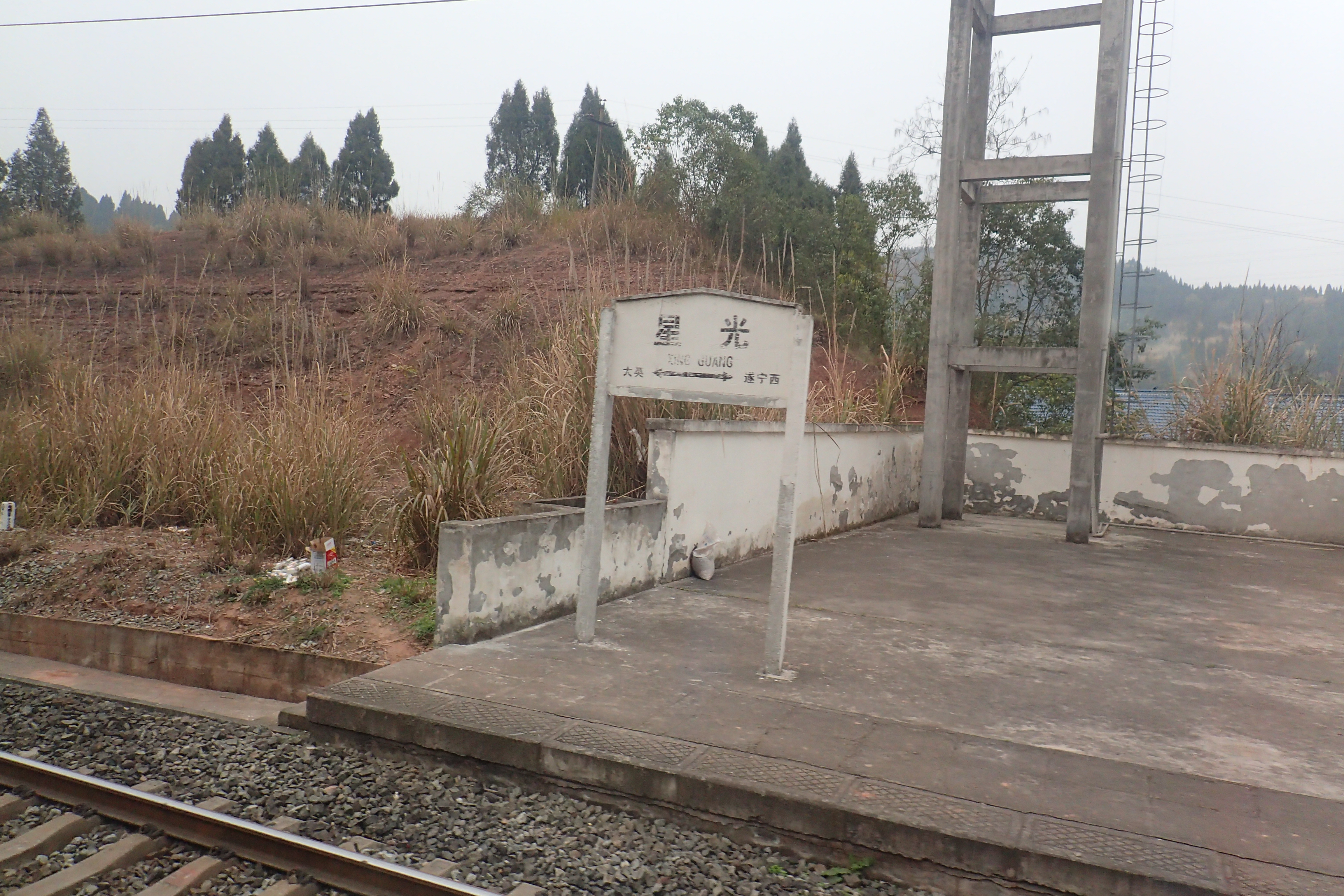
2017年，列车上拍摄的星光站站牌

## 车站设施
车站站场为曲线形，由西南—东北走向过渡为西—东走向，设有股道2条（其中正线1股，侧线1股），站台1座，站房位于线右，未配备客货运设施。